# Stupid Dream
Stupid Dream è il quinto album in studio del gruppo musicale britannico Porcupine Tree, pubblicato il 6 aprile dalla Kscope.

## Descrizione
Si tratta del disco che ha segnato la svolta compositiva del gruppo, orientandolo verso la forma canzone. Grazie ai primi timidi successi ottenuti dal vivo, i Porcupine Tree cominciano ad ottenere riconoscimento al di fuori dei confini nazionali e il cambio di etichetta, più internazionale, si giustifica come un processo di crescita inevitabile. Il frontman Steven Wilson affronta nelle dodici tracce ciò che significa essere una popstar.
Il brano Tinto Brass è un gioco di parole (stagno da "ottonare", in senso colloquiale qualcosa di poco valore da "sostanziare", da rendere importante, "brass" è parola che intende anche gli ottoni come strumenti a fiato) che cita il famoso regista italiano Tinto Brass ed è l'unico brano firmato e prodotto da tutti e quattro i componenti del gruppo.
Nel 2006 l'album è stato ripubblicato anche nei formati doppio vinile dalla Gates of Dawn e CD+DVD dalla Snapper Music, che presentano un nuovo missaggio surround 5.1 e un mastering curato da Wilson (il mastering 5.1 è stato affidato a Darcy Poper), oltre a una nuova copertina ad opera di Lasse Hoile.

## Tracce
Testi e musiche di Steven Wilson, eccetto dove indicato.
1. Even Less – 7:11
2. Piano Lessons – 4:21
3. Stupid Dream – 0:28
4. Pure Narcotic – 5:02
5. Slave Called Shiver – 4:41
6. Don't Hate Me – 8:30
7. This Is No Rehearsal – 3:27
8. Baby Dream in Cellophane – 3:15
9. Stranger by the Minute – 4:31
10. A Smart Kid – 5:22
11. Tinto Brass – 6:17 (Chris Maitland, Colin Edwin, Richard Barbieri, Steven Wilson)
12. Stop Swimming – 6:53

Tracce bonus nella riedizione DVD del 2006
1. Ambulance Chasing (5.1 Mix) – 6:41 (Chris Maitland, Colin Edwin, Richard Barbieri, Steven Wilson)
2. Even Less (Full Length Version 5.1 Mix) – 14:07
3. Piano Lessons (Video) – 3:26
4. Photo Gallery

Tracce bonus nell'edizione LP
1. Ambulance Chasing – 6:41 (Chris Maitland, Colin Edwin, Richard Barbieri, Steven Wilson)
2. Even Less (Full Length Version) – 14:07

## Formazione
Hanno partecipato alle registrazioni, secondo le note di copertina:
Gruppo
- Richard Barbieri – sintetizzatore analogico, organo Hammond, mellotron, pianoforte (traccia 1), glockenspiel (traccia 4)
- Colin Edwin – basso, contrabbasso (tracce 2 e 12)
- Chris Maitland – batteria, percussioni, cori (traccia 9)
- Steven Wilson – voce, chitarra, pianoforte, campionatore, arrangiamento strumenti ad arco, organo Hammond (tracce 2 e 8), organo (traccia 6), basso (tracce 8 e 9)

Altri musicisti
- East of England Orchestra – strumenti ad arco
- Nicholas Kok – direzione orchestra
- Chris Thorpe – arrangiamento strumenti ad arco
- Theo Travis – sassofono tenore (traccia 6), flauto traverso (tracce 6 e 11)
- Terumi – voce (traccia 11)

Produzione
- Steven Wilson – produzione (eccetto traccia 11), missaggio (eccetto traccia 8)
- Elliot Ness – registrazione (Foel Studio)
- Chris Thorpe – registrazione (Cedar Arts Center)
- Dominique Brethes – missaggio (traccia 8)
- Porcupine Tree – produzione (traccia 11)
- Robert Harding – copertina
- Tim Kent – fotografia gruppo
- Gary Woods – foto pubblico
- Carl Glover – fotografie restanti